# Wendela Hebbes hus
Wendela Hebbes hus är ett författarmuseum med kulturell verksamhet och tillhörande restaurang vid Vänortsparken i stadskärnan av Södertälje i Södermanland och Stockholms län. Byggnaden är uppkallad efter husets tidigare ägare Wendela Hebbe och skildrar hur Sveriges första kvinnliga journalist och hennes efterkommande bodde och levde.

## Bakgrund

### Wendela Hebbe
Wendela Hebbe föddes 1808 i Jönköping, och var en av Sveriges första kvinnliga yrkesjournalister. Hon var verksam vid Aftonbladet från 1841, och kom att inleda en kärleksrelation med dess chefredaktör Lars Johan Hierta. Hon var bland annat mor till operasångerskan Signe Hebbe.

### Byggnaden
Från senare delen av 1800-talet var Södertälje badort, och 1862 fick Wendela Hebbe en villa i Snäckviken i centrala Södertälje i julklapp av Lars Johan Hierta att använda tillsammans med sina barn. Villan monterades ner 1985 efter att marken sålts till Astra.
Bevarandegruppen Wendelas Vänner tillsåg att villan fick en ny plats invid Vänortsparken, där den åter kunde monteras. Den 9 maj 1998 invigdes det som person- och författarmuseum.

## Utställningar
Det övre planet upptas av utställningslokaler, med entré, museibutik och restaurang i markplan. Museet har samlat utgåvor av Wendelas böcker, möblemang från Wendela och hennes familj, samt objekt som beskriver hennes liv. Utställningssalarna innehåller porträtt och möbler från bland annat Signe Hebbes dödsbo.
Entrérummen och matsalen har vägg med diplom för Wendelastipendier och matsalen har en stor äldre oljemålning från Södertälje. I Mollie Faustmanrummet finns en större samling tavlor av Wendelas barnbarn Mollie. Trapphuset mellan våningsplanen innehåller fotomontage om återuppbyggnaden av Wendela Hebbes hus. Wendelas salong innehåller familjeporträtt i ovala ramar. Rummet innehåller även andra objekt från Wendela, exempelvis hennes gungstol. I Signes studio finns bland annat Signe Hebbes respass, ett svart piano med tidstypisk pianostol och notställ med noter. Biblioteket innehåller inramade bokomslag från Wendelas produktion. Det har ett bord med grön biblioteksfilt och bokskåp. I Nordiska rummet finns bland annat Wendelas säng med hennes monogram på huvudgaveln, och hennes dotter Fannys möblemang. I Aftonbladsrummet finns chiffonjé från redaktionen. Tidningen har även donerat två stora dockor av Wendela.

## Teater- och föreläsningsverksamhet
Från 1999 har olika föredrag och föreläsningar hållits i huset.
Sedan 2001 hålls sommarteater på gården tillhörande Wendela Hebbes hus. Skådespelare som Mia Poppe, Per Ragnar och Berit Carlberg har uppträtt på föreställningar som arrangerats.

## Galleri

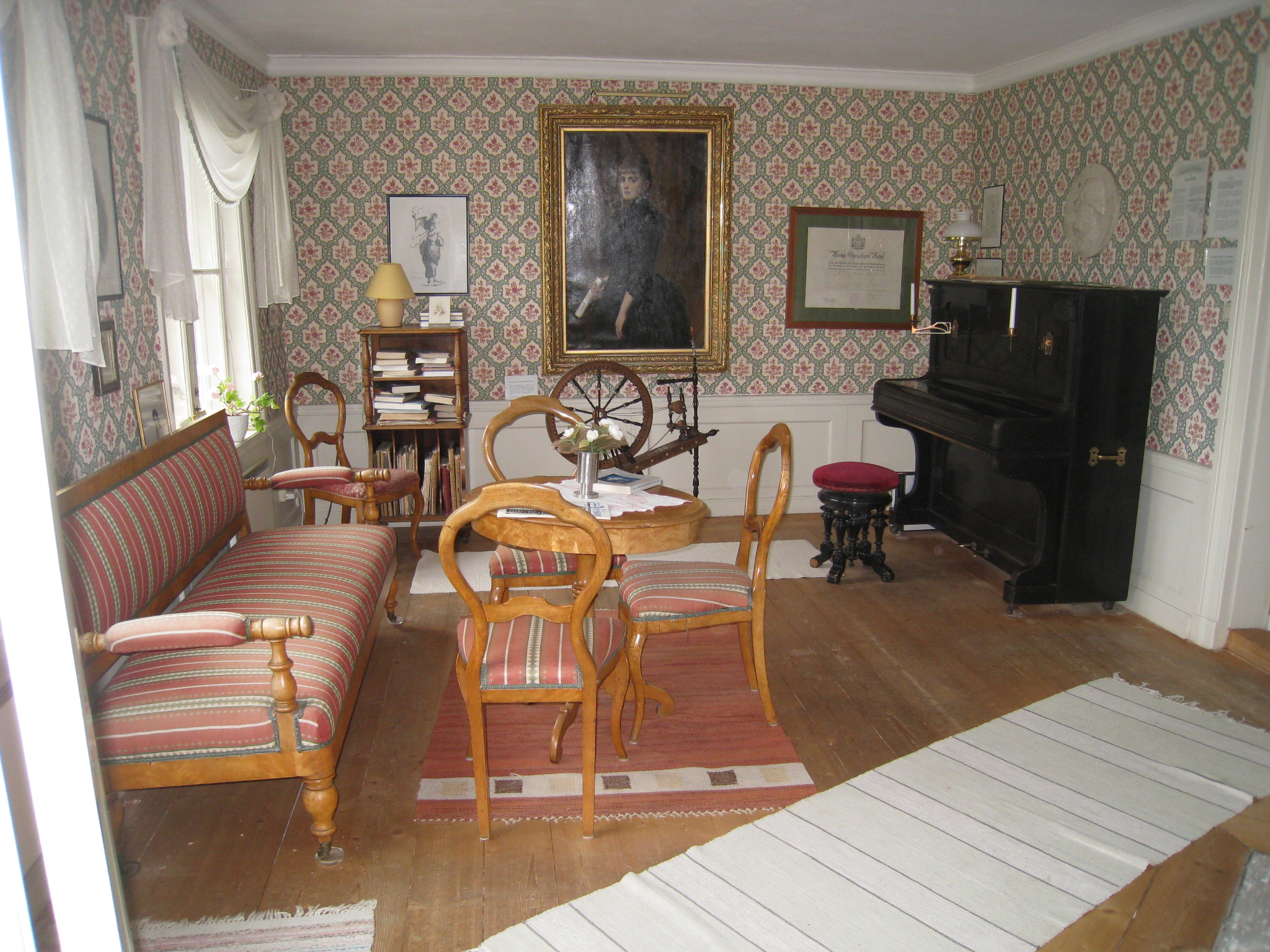
Utställning
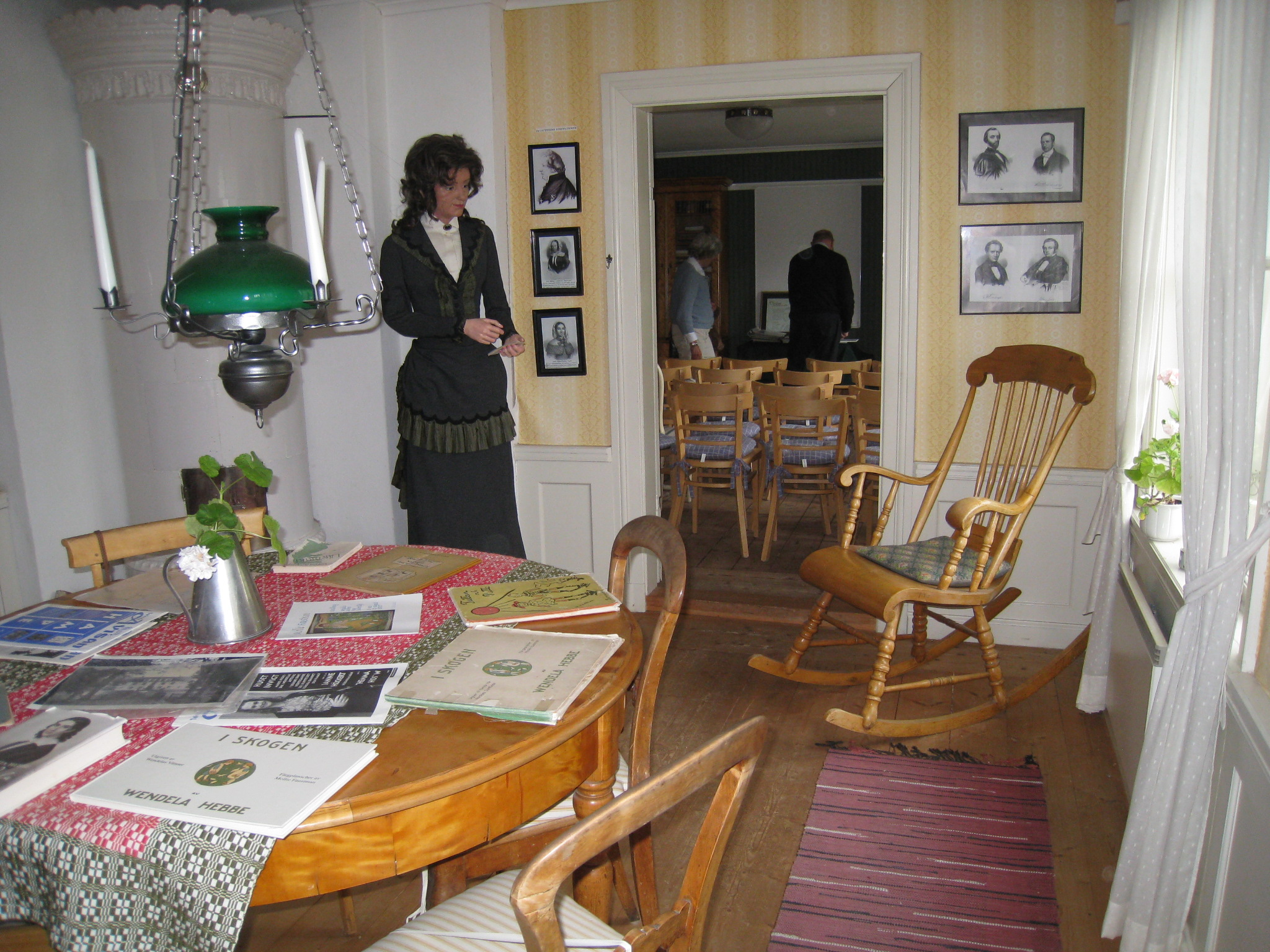
Utställning
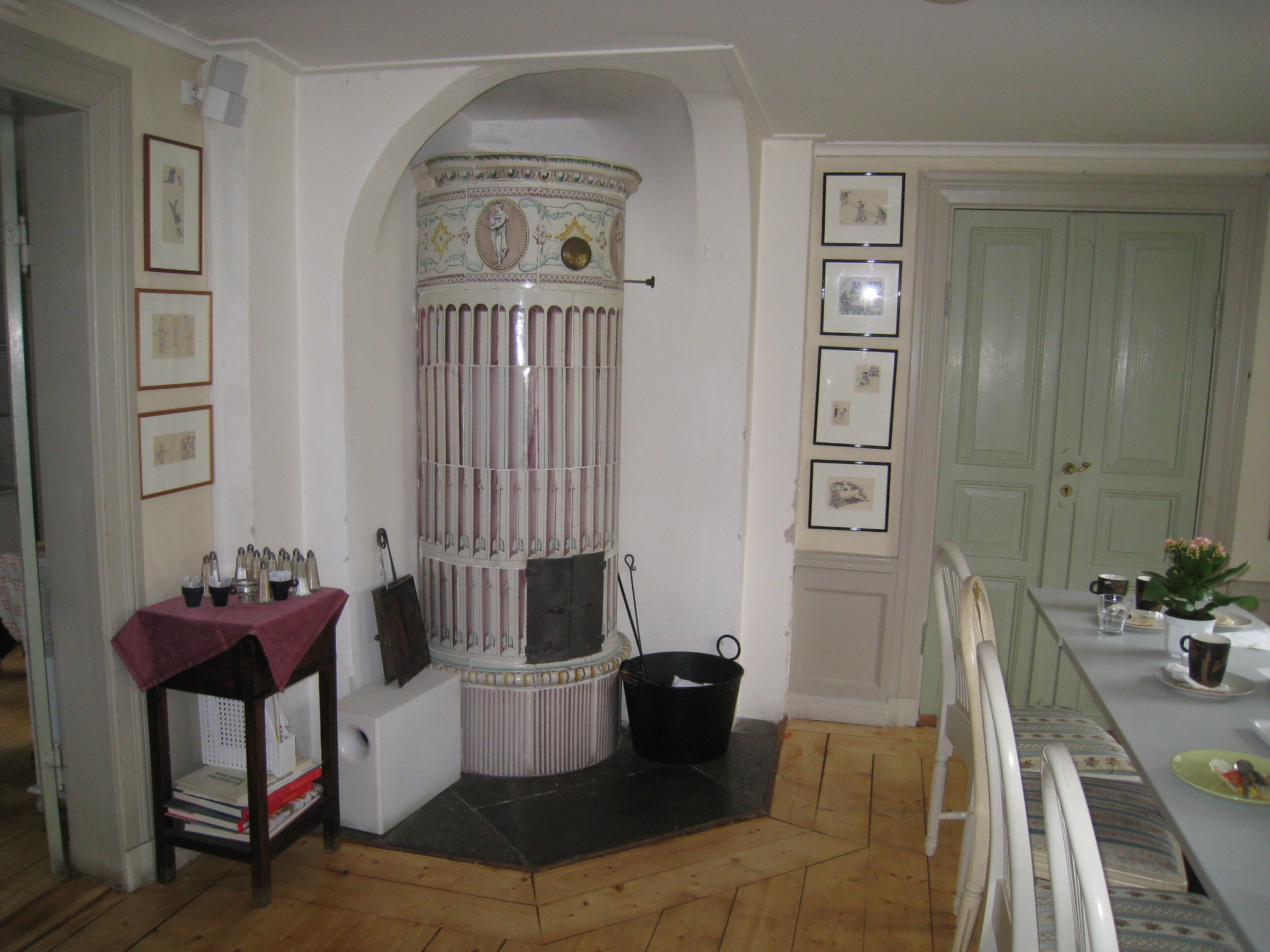
Utställning
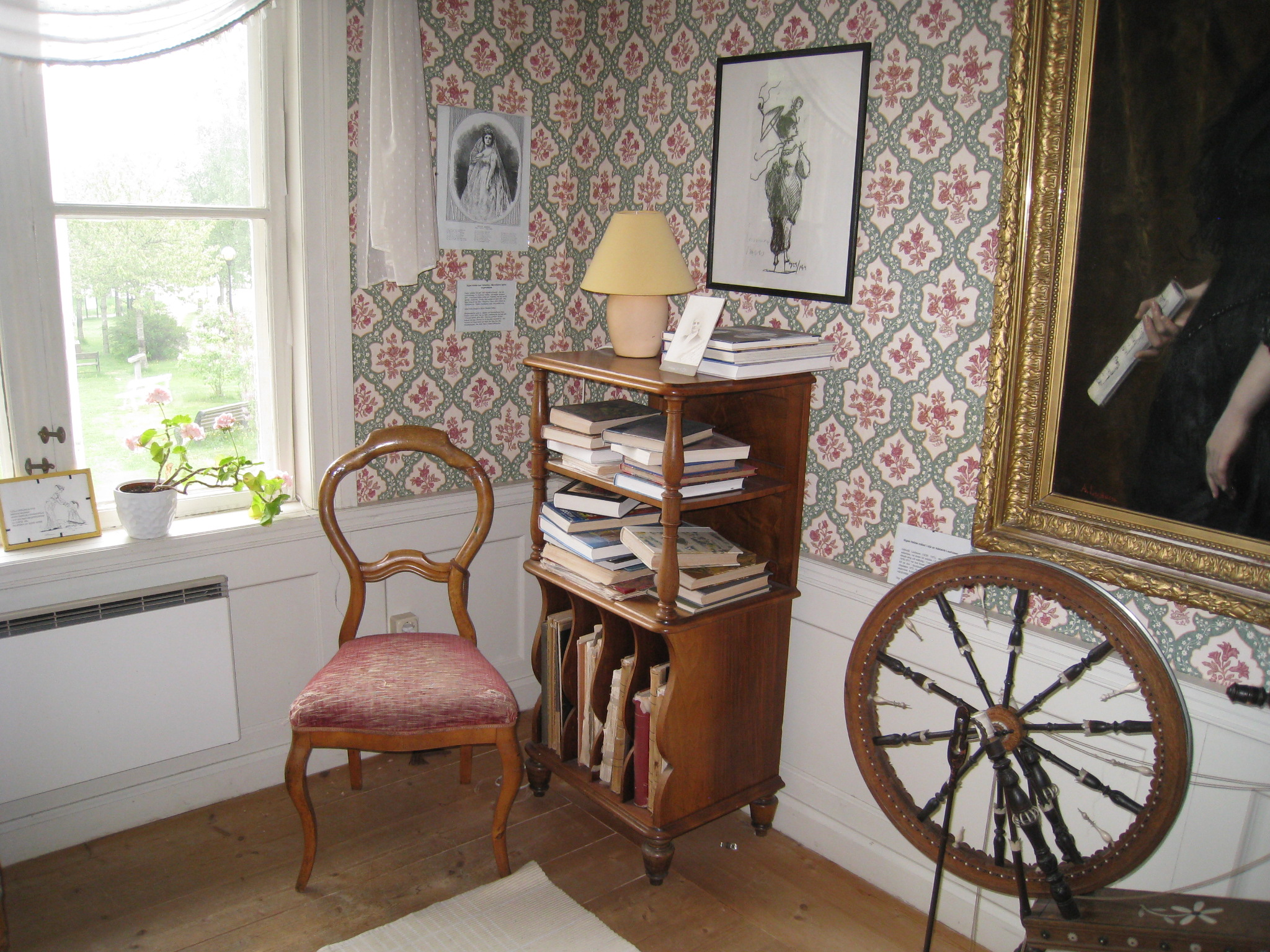
Utställning
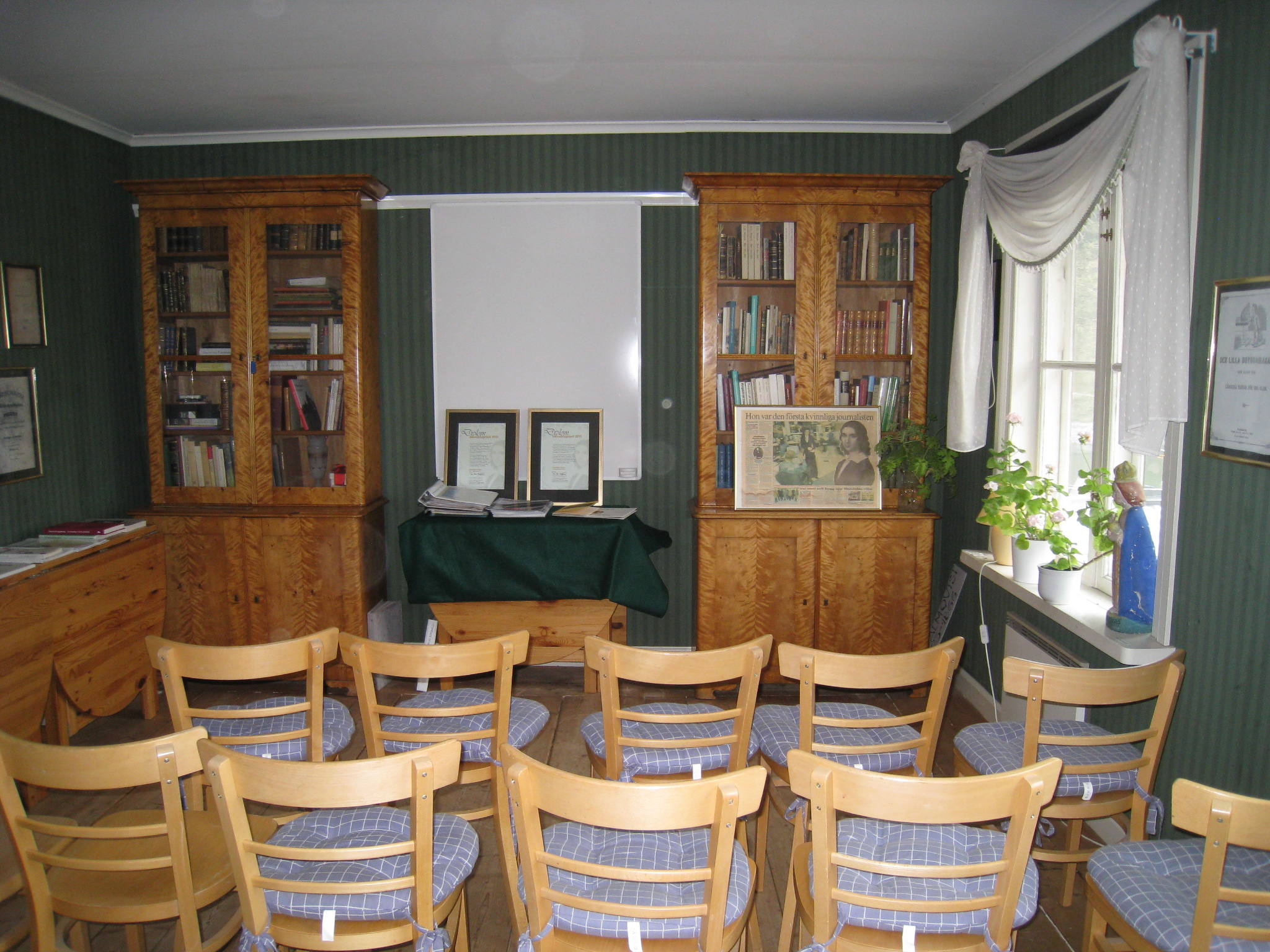
Bibliotek och föreläsningsrum
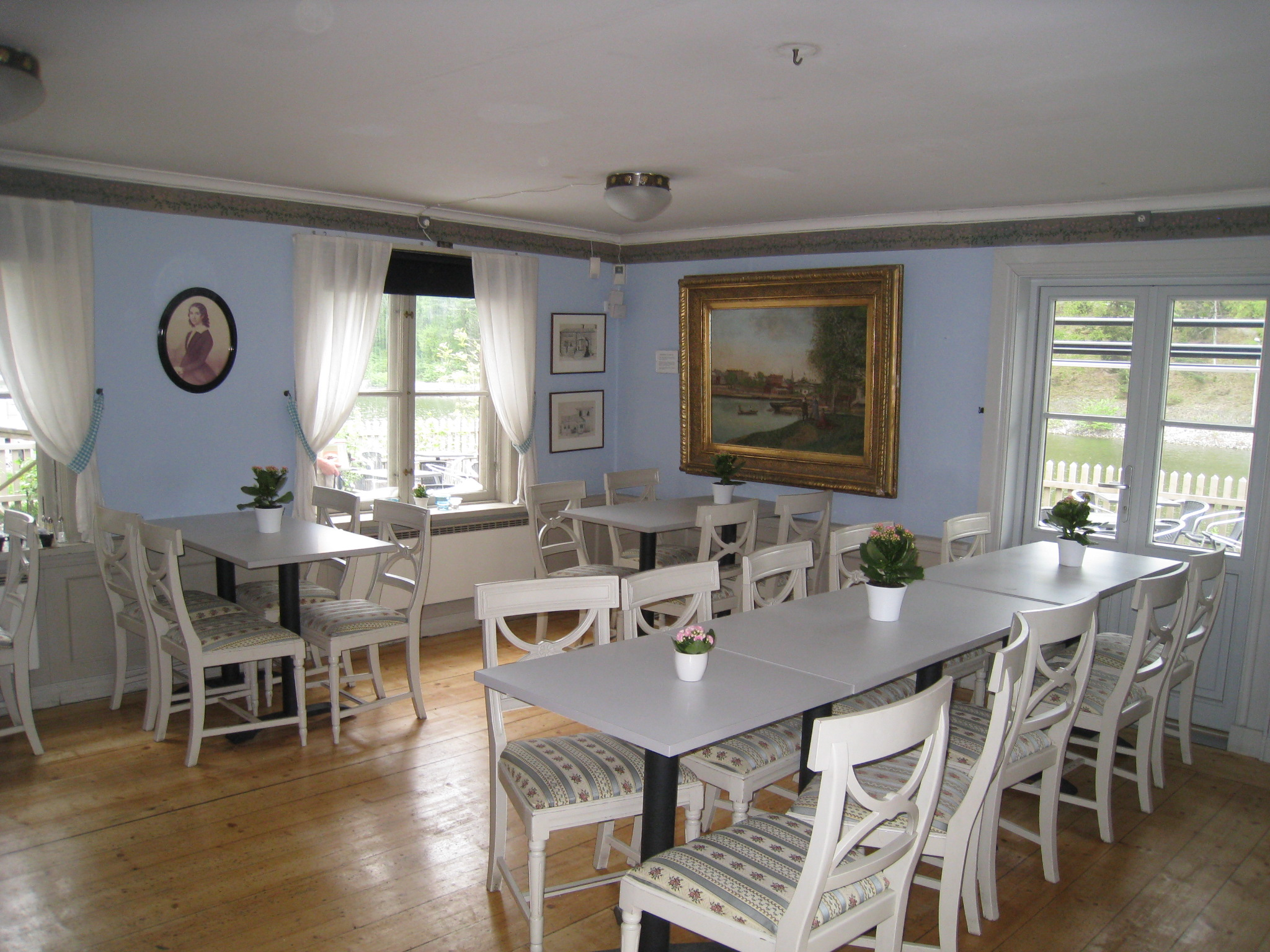
Restaurangen i entréplan